# José Tinelli
José Tinelli (Buenos Aires; 13 de abril de 1911 - Ibídem; 27 de julio de 1960) fue un prestigioso pianista, compositor y director de orquesta argentino.

## Carrera
Hijo de José Tinelli (padre) y Beatriz Bernardi, fue un buen pianista e inspirado melodista que se hizo popular en las primeras décadas del Siglo XX por poner música a famosos tangos del momento. Realizó sus estudios de piano y armonía con el maestro Vicente Scaramuzza.
Debuta en los bailes de carnaval del Armenonville, con Baralis y Buglione (violines); Minotto, Gabriel Clausi y Francisco Fiorentino (bandoneones).
En 1939 pone la música a uno de los tangos más exitosos, Por la vuelta, con letra de Enrique Cadícamo y con la voz de la gran cancionista Chola Bosch.
Se inició profesionalmente en el cine Londres del barrio de Palermo, luego pasó a tocar en la orquesta del maestro Zani y en Radio LOV Brusa acompañando al cantor Príncipe Azul (Herberto Emiliano Costa).
A los 16 años es contratado por el sello Odeón para integrar las orquestas de dicho sello.
Participó en las grabaciones de las orquestas de Juan Maglio (Pacho), Juan Canaro, Carlos Marcucci, Minotto Di Cicco, y acompañó a los solistas Ada Falcón, Ernesto Famá, Tania, Roberto Maida y Amanda Ledesma.
En 1932, forma su primera orquesta para participar en los bailes de Carnaval en el Teatro Solís de Montevideo y luego en Radio Stentor de Buenos Aires.
Integró con Cayetano Puglisi y Minotto un trío para actuar en Radio Belgrano.
En cine puso música a varias filmes de la época de oro argentina bajo el  sello Odeon como el tango El embrujo de tu violín con Chola Bosch y Luis Bottini y la milonga La milonga nueva junto a Carlos Morín.
Su orquesta estuvo integrada entre otros por el aclamado pianista Miguel Nijensohn, el cantor Jorge Omar y los bandoneonistas Mejias, Villy, Perry y Luciano Leocata. En 1941, luego de tres años en Radio Belgrano, pasó a Radio Mitre, emisoras del grupo de Jaime Yankelevich, siendo el rubro de cantantes Chola Bosch y Horacio Acosta. En Mitre brilló, además, junto a Adhelma Falcón y la orquesta de Rafael Canaro.
En 1942, graba sus dos últimos discos simples. En la década del '40 sus actuaciones eran con pequeños conjuntos, integra un dúo de pianos con César Zagnoli. Volvió en 1943 a Radio Belgrano.
En 1945, actúa todo el año en Uruguay, es contratado por Radio Carve y en varios teatros y escenarios de Montevideo.

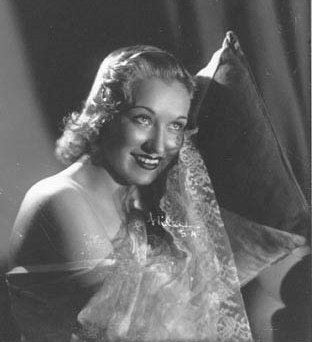
Chola Bosch (1915-2008), esposa de José Tinelli.

En 1947 trabajó en varias temporadas del Teatro Apolo, con la compañía encabezada por Gregorio Cicarelli, Leonor Rinaldi y Tito Lusiardo.
En 1949 y 1950, dirige el conjunto que acompaña al cantor Rubén Cané. En 1951, la compañía RCA Víctor lo invita a grabar a dúo de piano, junto a su colega uruguayo César Zagnoli.

## Vida privada
Tinelli estuvo casado hasta su fallecimiento con la actriz y cancionista Chola Bosch (1915-2008), a quien conoció en la Compañía de los Hermanos Ratti, en el teatro Apolo, donde él tocaba como pianista y ella estrenó tangos de su autoría : “Se marchita un clavel” y “Un buen recuerdo” en 1936.

## Fallecimiento
El músico y compositor José Tinelli falleció el miércoles 27 de julio de 1960 en su domicilio de la calle Venezuela al 1700 de Buenos Aires, víctima de un síncope cardíaco. Tenía tan solo 49 años.

## Filmografía (música)
- 1937: La virgencita de madera, protagonizado por los hermanos César Ratti y Pepe Ratti.[5]
- 1939: El sobretodo de Céspedes con Tito Lusiardo.
- 1944: Un muchacho de Buenos Aires, dirigida por Julio Irigoyen, con el cantor Héctor Palacios, Chola Bosch, Tino Tori y Lea Conti.

## Teatro
- El tango...hay que saberlo bailar (1947).
- ¡Han robado un millón! (1947).
- La borrachera del tango (1947).
- Entre goles y milongas (1948).
- También los guapos aflojan (1948), en el T. Apolo.[6]
- No se achique Don Enrique (1948), estrenada en el T. Apolo con la Compañía Argentina de Espectáculos Cómicos encabezada por Gregorio Cicarelli, Leonor Rinaldi, Tito Lusiardo y Juan Dardés.[7]
- Entre taitas anda el juego (1948).

## Temas interpretados por la Orquesta Típica de José Tinelli
- Serenata mía, de Tito Ribero y Julián Centeya.
- Amor que se hace llanto, hecho junto con José María Contursi.
- Bandoneón amigo, de Osvaldo Fresedo y Homero Manzi.
- Muñequita rubia.
- A media luz.
- Esta noche de luna.
- Bien criolla y bien porteña.
- Si usted quisiera.
- Quien te quiso más.
- Bailemos el vals.
- Otaria con vos me casé, música compartida junto a José Rainelli y letra de José De Grassi.

## Composiciones musicales
- Por la vuelta (1939).
- La lluvia y yo (1946).
- Será una noche.
- Se marchitó un clavel.
- Música de ensueños.
- Cigarra.
- Mi vida por tu alma.
- La milonga nueva.
- El viejo amor, con versos de Alejandro Romay.
- Que te crees.
- Carne de mar.
- A la misma hora (1949), con Ferradas Camos.[8]